# Billy Preston
William Everett "Billy" Preston (Houston, Texas 2. rujna 1946. – Scottsdale, Arizona 6. lipnja 2006.) bio je američki soul glazbenik iz Texasa, koji je odrastao u Los Angelesu, Kalifornija. Dobitnik je nagrade Grammy.
Preston je u svojoj glazbenoj karijeri, a bio je iznad svega vrhunski orguljaš,  koncentrirao i snimao s brojnim zvijezdama rocka i soula svoga vremena od: Beatlesa, Stonesa, Nat King Colea, Little Richarda, Eric 
Burdona, Ray Charlesa, George Harrisona, Elton Johna, Eric Claptona, Bob Dylana, Sam Cooka, King Curtisa, Sammy Davisa Jr., Sly Stonea, Arethe Franklin, Jackson 5, Quincy Jonesa, Mick Jaggera, Richie Sambora i 
Red Hot Chili Peppers.
Svirao je instrumente s klavijaturama poput električnog pijana Fender Rhodes i Hammond orgulja na albumu Let It Be iz 1969. godine
Preston je uz Tonyja Sheridana bio jedini glazbenik za kojeg su Beatlesi javno obznanili da je sudjelovao u stvaranju njihove glazbe, tako je na singlu Get Back navedeno da je to rad The Beatles i  Billy Prestona.

## Početci
Preston je počeo svirati glasovir dok je sjedio na krilu svoje majke u dobi od tri godine, bio je nešto poput čuda od djeteta. U dobi od 10 godina počeo je nastupati u sastavima kao prateći glazbenik gospel pjevača; Mahalije Jackson, Jamesa Clevelanda i Nat King Cola. U dobi od 12 godina nastupio je u glazbenom filmu St. Louis Blues (1958), odglumivši blues skladatelja W.C. Handy.  Od 1960-ih nastupa s velikim zvijezdama soul glazbe  Little Richardom i Ray Charlesom .

## Rad s Beatlesima
Preston je bio jedan od onih glazbenika za kojeg su manje upućeni mislili da je peti Beatles. Preston se prvi put susreo s Beatlesima 1962.  godine za turneje Little Richarda po Engleskoj. Kako je Liverpoolski 
koncert organizirao manadžer Brian Epstein bilo je logično da kao predgrupa nastupe Beatlesi. Od tada pa sve do raspada grupe 1970.  Preston je bio gotovo stalni član, i jedini na kojeg se nitko nije ljutio, tako da je 
narasle tenzije pred raspad sastava jedino on uspijevao odagnati.
Nakon raspada nastavio je raditi s pojedinim članovima sastava. S Harrisonom je imao odlične prijateljske veze i radio je na dobrom 
dijelu snimaka Harrisona. Preston je surađivao i s Lennonom i Ringom, iako ne toliko čvrsto i jako.

## Karijera nakon Beatlesa
Preston je potpisao ugovor s Beatlesovskom diskografskom tvrtkom Apple 1969. i počeo snimati za njih, prvo album That's the Way God Planned It a potom i single ploču istog imena, producent tog materijala bio je 
George Harrison). Veliki uspjeh napravio je početkom 1972.  snimivši instrumentalnu melodiju  Outa-Space, u kojoj je eksperimentirao s novim instrumentom clavinetom (vrsta električnog pijana) i funkom. Pjesma je 
dospjela na mjesto  #2 američke ljestvice (Hot 100), i mjesto #1 na R&B ljestvicama, te osvojila  Grammy - kao najbolja pop instrumentana izvedba.
Nakon toga Billy je nastavio nizati uspjehe s pjesmama  #1  Will It Go Round in Circles i Nothing from Nothing, pjesma  Space Race bila je tek #4.
Nakon Beatlesa, Preston je počeo surađivati s Rolling Stonesima, ( uz klavijaturista Nicky Hopkinsa). Preston je svirao na sljedećim albumima Stonesa;  Sticky Fingers, Exile on Main Street, Goats Head 
Soup, It's Only Rock'n Roll i Black and Blue. Nastupao je s njima za njihove velike Europske turneje 1973. 
1974. skladao je veliki hit  Joe Cockera - You Are So Beautiful.
Godine 1976. ponovno je s Rolling Stonesima na njihovoj svjetskoj turneji promociji albuma Black and Blue. Na prvom nastupu Rolling Stonesa u tadašnjoj Jugoslaviji  u Zagrebu 21. i 22. lipnja 1976. nastupao je i Billy Preston kao šesti Stones na pozornici Doma sportova.
Sa Stonesima radi i 1981. na Tattoo You i 1997. na albumu Bridges to Babylon.
Prvi put je došao u sukob sa zakonom pod optužbom da je namjerno zapalio svoj dom u Los Angelesu da prevari osiguravajuću kuću nakon toga je liječen od ovisništva o alkoholu i  kokainu. 1991. ponovno je uhićen u Los Angelesu   
ovaj puta zbog fizičkog napada na maloljetnog travestita, Preston je poludio i stao ga tući kad je saznao njegovu pravu dob i spol.
Ali i pored takvih problema, Preston je uspješno koncentrirao 1990-ih, sa  Eric Claptonom, i snimao sa širokim krugom poznatih i popularnih glazbenika.  Krenuo je na turneju s Ringo Starrom a pojavio se i na 
njegovom albumu iz 1990. godine Ringo Starr and His All-Starr Band. Pozvan je od strane sastava The Band 1991. godine da postane njihov član nakon što je umro njihov klavijaturist Stan Szelest. Pomogao im je završiti turneju, ali im se kasnije nije pridružio zbog svojih problema sa zakonom.
Uglavnom je njegova glazbena karijera tekla nepomućeno sve do njegove smrti.

## Smrt
Preston je bolovao od visokog krvnog pritiska umro je 6. lipnja 2006. u Scottsdale, Arizona, poslije serije komplikacija.

## Diskografija

### Albumi
- (1965) The Most Exciting Organ Ever
- (1965) Early Hits of'65
- (1966) The Wildest Organ in Town
- (1967) Club Meeting
- (1969) That's The Way God Planned It
- (1970) Encouraging Words
- (1971) I Wrote a Simple Song
- (1972) Music Is My Life
- (1973) Everybody Likes Some Kind of Music
- (1974) Live European Tour 1973 s Mick Taylorom na gitari(CD izdao A&M, 2002.)
- (1974) The Kids and Me
- (1975) It's My Pleasure
- (1976) Billy Preston
- (1977) A Whole New Thing
- (1979) Late At Night
- (1981) Billy Preston & Syreeta (with Syreeta Wright)
- (1981) The Way I Am
- (1982) Pressin' On
- (1984) On the Air'
- (1986) You Can't Keep a Good Man Down
- (2001) You and I (s talijanskim sastavom Novecento)

### Gospel albumi
- (1962) Sixteen Years Old Soul
- (1965) Hymns Speak from the Organ
- (1973) Gospel In My Soul (reizdanje prijašnjeg Hymns Speak from the Organ)
- (1978) Behold!
- (1980) Universal Love
- (1994) Ministry of Music
- (1995) Minister of Music
- (1996) Words and Music
- (2001) Music From My Heart

### Singl ploče
- 1969: That's the Way God Planned It - US Pop #62, UK ljestvica singl ploča #11
- 1971: My Sweet Lord - US Pop #90, US R&B #23
- 1972: I Wrote a Simple Song - US Pop #77
- 1972: Outa-Space - US Pop #2, US R&B #1, UK #44
- 1972: That's the Way God Planned It (reizdanje) - US Pop #65
- 1972: Slaughter - US Pop #50, US R&B #17
- 1973: Will It Go Round in Circles - US Pop #1, US R&B #10
- 1973: Space Race (song)|Space Race" - US Pop #4, US R&B #1
- 1974: You're So Unique - US Pop #48, US R&B #11
- 1974: Nothing from Nothing - US Pop #1, US R&B #8
- 1974" Struttin - US Pop #22, US R&B #11
- 1975: Fancy Lady - US Pop #71, US R&B #23
- 1977: Wide Stride - US R&B #33
- 1978: Get Back - US Pop #86
- 1979: With You I'm Born Again (s Syreeta Wright) - US Pop #4, UK #2
- 1980: It Will Come in Time (s Syreeta Wright) - UK #47
- 1980: One More Time for Love (s Syreeta Wright) - US Pop #52
- 1982: I'm Never Gonna Say Goodbye - US Pop #88
- 1986: So Good, So Fine (s Ann-Louise Hanson)

### Kao gost ili studijski glazbenik
- (1963) Night Beat (Sam Cooke)
- (1969) Get Back i Don't Let Me Down (The Beatles)
- (1970) All Things Must Pass (George Harrison)
- (1970) John Lennon/Plastic Ono Band, pijano u God (Johna Lennona)
- (1971) Sticky Fingers (Rolling Stones)
- (1971) The Concert for Bangla Desh (George Harrison & Friends)
- (1971) There's a Riot Goin' On (Sly & the Family Stone)
- (1971) Live at Fillmore West (King Curtis & Aretha Franklin)
- (1971) Barbara Joan Streisand, Billy svira klavijature i bubnjeve
- (1972) Exile on Main Street (Rolling Stones)
- (1972) Wind of Change, (Billy svira piano, klavijature, cimbala,a harmoniku Peter Frampton)
- (1973) Ringo, orgulje u I'm The Greatest
- (1973) Goats Head Soup (Rolling Stones)
- (1974) Goodnight Vienna, clavinet u naslovnoj pjesmi, električni pijano u Only You (And You Alone)
- (1974) It's Only Rock'n Roll (Rolling Stones)
- (1975) You Are So Beautiful (Joe Cocker)
- (1976) Thirty Three & 1/3 (George Harrison)
- (1976) Black and Blue (Rolling Stones)
- (1978) Sgt. Pepper's Lonely Hearts Club Band (film)
- (1981) Tattoo You (Rolling Stones)
- (1986) Great Gosh A'Mighty (Been A Long Time Comin') Little Richard)
- (1990) Ringo Starr and His All-Starr Band (Billy svira klavijature i pjeva)
- (1990) Giovani Jovanotti (Jovanotti) (Billy svira klavijature)
- (1991) ...E La Vita Continua (Nino D'Angelo)
- (1993) Wandering Spirit (Mick Jagger) Sweet Thing, Out of Forcus, Use Me, Wandering Spirit, I've Been Lonely for So Long.
- (1996)  Voyage of Dreams - Jephté Guillaume &  The Tet Kale Orkestra  (Billy svira u Al Di Yo, Go Tell Them, Kanpe, Get Up)
- (1997) Bridges to Babylon (Rolling Stones)
- (1998) Undiscovered Soul (Richie Sambora)
- (2000) The Harsh Light of Day (Fastball) (Billy svira klavijature u You're An Ocean)
- (2001) Songs From The West Coast - Elton John (Billy svira orgulje na I Want Love, The Wasteland, Love Her Like Me)
- (2001) Reptile (Eric Clapton)
- (2001) One More Car, One More Rider (Eric Clapton, live) --DVD uključuje izvedbe Will It Go Round in Circles
- (2003) The Colored Section (Donnie)  (Billy svira orgulje Hammond B3 na posljednjoj stvari The Colored Section)
- (2003) Concert for George ( Billy svira na Isn't It a Pity i My Sweet Lord)
- (2003) Get Born (Jet)
- (2004) Me and Mr. Johnson (Eric Clapton) (pojavljuje se i na DVD u Sessions for Robert J)
- (2004) Eric Clapton: Crossroads Guitar Festival (Eric Clapton)
- (2004) Genius Loves Company (Ray Charles)
- (2005) 12 Songs (Neil Diamond album)|12 Songs (Neil Diamond)
- (2005) Back Home (Eric Clapton)
- (2005) Choose Love (Ringo Starr)
- (2005) The Concert for Bangladesh (George Harrison & Friends) (reizdanje i video)
- (2005) Tough on Crime  (Rebecca Pidgeon) - Billy svira klavijature
- (2006) Stadium Arcadium (Red Hot Chili Peppers) (Billy svira u pjesmi Warlocks)
- (2007) Reach (Is'real Benton)  (Billy svira orgulje u Have A Good Time )

## Vanjske poveznice
- Službene stranice Billy Prestona
- Fox News Peti Beatles Billy Preston umro u dobi od 59 godina 6. lipnja 2006.